# 545 v.Chr.

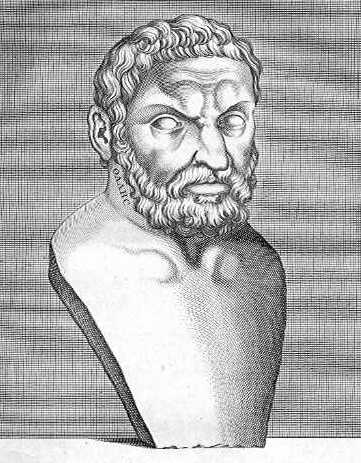
Buste van Thales van Milete

Het jaar 545 v.Chr. is een jaartal volgens de christelijke jaartelling.

## Gebeurtenissen

### Perzië
- De vorsten van Cyprus erkennen het oppergezag van Cyrus II.
- Bezorgd over de groeiende macht van Cyrus II keert Nabonidus terug naar Babylon, waar grote onrust heerst.
- Grieks-Ionische ballingen uit Phocaea, verdreven door de Perzen, vestigen zich op Corsica.
- Bij de verovering van Smyrna wordt de stad door de Perzen volledig vernietigd, omdat ze had geweigerd de Perzen te steunen in hun oorlog tegen de Lydiërs.

## Overleden
- Thales van Milete, Grieks wetenschapper en filosoof